# Wengi bei Büren
Wengi bei Büren es una comuna suiza del cantón de Berna, situada en el distrito administrativo del Seeland. Limita al norte con las comunas de Schnottwil (SO) y Messen (SO), al este y sur con Rapperswil, al suroeste con Grossaffoltern, y al noroeste con Diessbach bei Büren.
Hasta el 31 de diciembre de 2009 situada en el distrito de Büren.

## Personajes

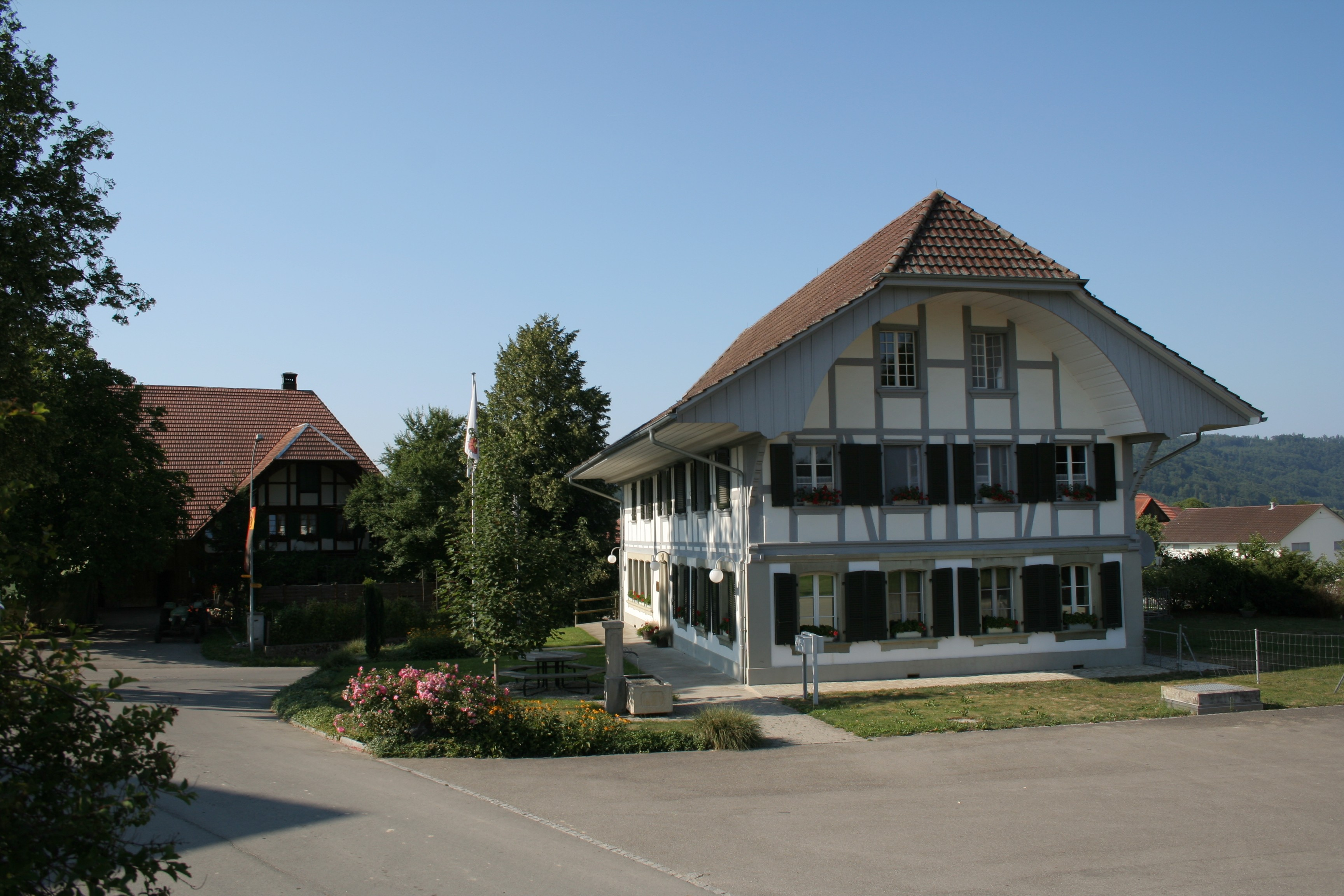
Casa comunal de Wengi bei Büren

- Jakob Stämpfli, consejero federal.